# The Electric Prunes
The Electric Prunes var ett amerikanskt psykedeliskt garagerock-band bildat i Los Angeles, Kalifornien 1965.
Gruppen hade två stora hits 1967, "I Had Too Much to Dream Last Night" och "Get Me to the World on Time". The Electric Prunes upplöstes officiellt 1970; vid den tidpunkten hade dock gruppen till stor del övertagits av musikproducenter, samtidigt som ingen originalmedlem fanns kvar och större delen av gruppens inspelningar genomfördes med studiomusiker. 
The Electric Prunes hade visserligen hela tiden professionella låtskrivare, som låtskrivarparet Annette Tucker och Nancie Mantz, till sin hjälp, men i och med albumet Mass in F Minor från 1968 så tog det hela en ny vändning. Gruppen var helt överens med kompositören David Axelrod om att nästa platta borde vara en acid rock-skiva med psykedeliska hymner framförda på latin. Så blev det också; ett problem var dock att musiken blev för komplex för bandet, så man fick hyra in större delen av musikerna. "Kyrie Eleison", en av låtarna från skivan, blev senare känd från filmen Easy Rider från 1969.
1968 års Release of An Oath sägs vara en mer välgjord skiva på samma tema, men med ännu färre av bandets originalmedlemmar. Gruppens sista album, Just Good Old Rock and Roll från 1969, var ett försök att spela folkrock i samma anda som Country Joe and the Fish.

## Kultstatus
Under The Electric Prunes frånvaro ökade kultstatusen mer och mer. Australiensiska Prince Vlad & the Gargoyle Impalers och brittiska The Damned och XTC (under namnet The Dukes of Stratosphear) spelade in egna versioner av "I Had Too Much to Dream (Last Night)".
1997 släpptes ett livealbum inspelat på Konserthuset i Stockholm 1967. Gruppen spelar där, förutom sina hits, utdragna jam baserade på gamla rhythm & blues-klassiker som Got My Mojo Working, där de visar sig vara ett kompetent liveband. För övrigt ber de publiken om ursäkt för vad deras hemland, USA, håller på med (en självklar referens till Vietnamkriget).
Gruppens andra album, Underground från 1967, är till större delen mörk och mystisk, ibland spöklik, psykedelisk pop.

## Återföreningen
Efter 30 års frånvaro möttes Lowe, Tulin, Williams och Weakley i en studio för en planerad återförening. Det resulterade i att Lowe, Tulin och Williams fick sällskap av två nya medlemmar, bland annat James Lowes son. Bandet började turnera 2001 och 2002 gav de ut ett nytt album, Artifact, och ett DVD-album, Rewired.

## Medlemmar
Nuvarande medlemmar
- James Lowe – sång, munspel, slagverk, theremin, gitarr, autoharpa (1965–1968, 1999–nutid)
- Steve Kara – leadgitarr, bakgrundssång (2003–nutid)
- Jay Dean – rytmgitarr, bakgrundssång (2004–nutid)
- Walter Garces – trummor (2006–nutid)
- Rocco Guarino – bas, bakgrundssång (2013–nutid)

Tidigare medlemmar
- Mark Tulin (1965–1968, 1999–2011; död 2011) - bas, keyboard
- Ken Williams (1965–1968, 1999–2003, 2006) - leadgitarr
- Michael "Quint" Weakley (1965–1966, 1967, 2001) - trummor, slagverk
- Steve Acoff (1965)
- Dick Hargraves (1965) - tangentbord
- Preston Ritter (1966–1967; död 2015) - trummor, slagverk
- James "Weasel" Spagnola (1966–1967; död ca 2000) - rytmgitarr, bakgrund och sång
- Joe Dooley (1967–1968, 2001–2005) - trummor
- Mike Gannon (1967–1968) - rytmgitarr
- John Herron (1968–1970; död 2003) - tangentbord
- Mark Kincaid (1968–1970; död ca 1994) - gitarr, bakgrundssång
- Brett Wade (1968–1970) - bas, bakgrundssång, flöjt
- Dick Whetstone (1968–1970) - trummor, sång, gitarr
- Kenny Loggins (1968)
- Jeromy Stuart (1968)
- Ron Morgan (1969–1970; död 1989) - gitarr
- Cameron Lowe (2001–2003) - tangentbord
- Mark Moulin (2001–2003) - leadgitarr
- Glen Bostic (2007)

## Diskografi (urval)
Album
- The Electric Prunes: I Had Too Much to Dream (Last Night) (1967)
- Underground (1967)
- Mass in F Minor (1968)
- Release of an Oath (1968)
- Just Good Old Rock and Roll (1969)
- Stockholm 1967 (1997)
- Artifact (2002)
- California (2004)
- Feedback (2006)
- WaS (2014)

Live albums
- Stockholm '67, 1997
- Return to Stockholm Live at Debaser 2004, 2012

Singlar/EPs
- "Ain't It Hard" / "Little Olive" (1966)
- "I Had Too Much to Dream (Last Night)" / "Luvin" (1966) (US #11 – UK #49)
- "Get Me to the World on Time" / "Are You Lovin' Me More" (1966) (US #27 – UK #42)
- Vox Wah-Wah Ad (1967)
- "Dr Do-Good" / "Hideaway" (1967)
- "The Great Banana Hoax" / "Wind-up Toys" (1967)
- "Everybody Knows You're Not In Love" / "You Never Had it Better (1968)
- "I Had Too Much To Dream Last Night" / "Get Me To The World On Time" (1968)
- "Shadow" (1968) (ensidad singel)
- "Sanctus" / "Credo" (1968)
- "Help Us (Our Father, Our King)" / "The Adoration" (1968)
- "Hey! Mr. President" / "Flowing Smoothly" (1969)
- "Violent Rose" / "Sell" (1969)
- "Love Grows" / "Finders, Keepers, Losers, Weepers" (1969)